# Frank Overton
Pour les articles homonymes, voir Overton.

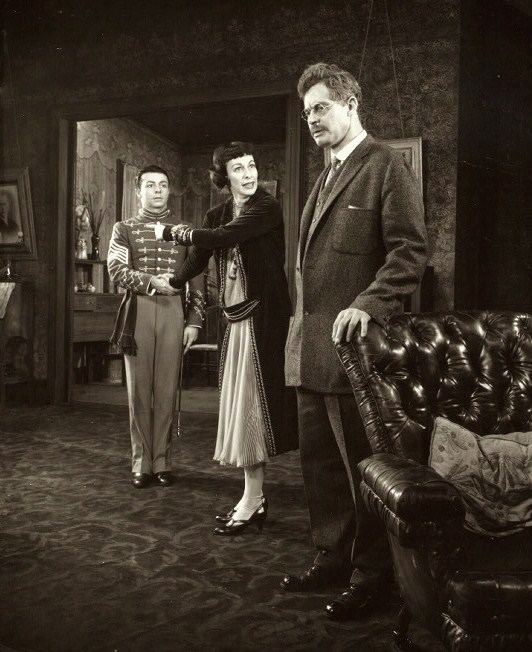
De g. à d. : Timmy Everett, Eileen Heckart et Frank Overton, dans The Dark at the Top of the Stairs (Broadway, 1957)

Frank Overton est un acteur américain, de son complet Frank Emmons Overton, né le 12 mars 1918  à Babylon (État de New York), mort le 24 avril 1967 à Los Angeles — Quartier de Pacific Palisades (Californie).

## Biographie
Au théâtre, Frank Overton joue à Broadway (New York) dans six pièces, disséminées de 1944 à 1961. La première, représentée 417 fois de mars 1944 à mars 1945, est l'adaptation par S.N. Behrman de Jacobowsky und der Oberst de Franz Werfel, mise en scène par Elia Kazan, avec Annabella (débutant elle aussi à Broadway) et Louis Calhern.
Au cinéma, il contribue à seulement quatorze films américains durant sa carrière. Après une prestation comme figurant dans Boomerang ! d'Elia Kazan, sorti en 1947, puis deux petits rôles non crédités dans Le Mystère de la plage perdue de John Sturges et La porte s'ouvre de Joseph L. Mankiewicz, tous deux sortis en 1950, il tient son premier rôle notable dans le western Jesse James, le brigand bien-aimé de Nicholas Ray (1957, avec Robert Wagner et Jeffrey Hunter). Son dernier film est Point limite de Sidney Lumet (avec Dan O'Herlihy et Walter Matthau), sorti en 1964.
Entretemps, avec The Dark at the Top of the Stairs de Delbert Mann (1960), Frank Overton reprend le rôle qu'il venait de créer à Broadway, dans la pièce éponyme jouée de décembre 1957 à janvier 1959, à nouveau mise en scène par Elia Kazan, aux côtés de Pat Hingle et Teresa Wright (remplacés par Robert Preston et Dorothy McGuire dans l'adaptation à l'écran). Mentionnons aussi Le Fleuve sauvage d'Elia Kazan toujours (1960, avec Montgomery Clift et Lee Remick), ainsi que Du silence et des ombres de Robert Mulligan (son avant-dernier film, 1962, avec Gregory Peck et Brock Peters).
À la télévision, il débute à l'occasion de son unique téléfilm, The Trip to Bountiful de Vincent J. Donehue, diffusé en 1953. Dans cette adaptation de la pièce éponyme d'Horton Foote, Lillian Gish et lui reprennent leurs rôles, créés à Broadway cette même année 1953 (avec Jo Van Fleet, suivie au petit écran par Eileen Heckart) ; à noter que cette pièce fait l'objet d'une adaptation au cinéma en 1985 (où Geraldine Page et Richard Bradford succèdent à Lillian Gish et Frank Overton).
Puis l'acteur collabore dès 1953 à cinquante-huit séries, dont La Quatrième Dimension (deux épisodes, 1959-1963), Les Accusés (cinq épisodes, 1961-1965) et Bonanza (deux épisodes, le premier en 1962, le second diffusé en 1967, la veille de sa mort brutale, d'une crise cardiaque).
Citons également son rôle récurrent du Major Harvey Stovall, de 1964 jusqu'à son décès, dans soixante-et-un épisodes de Twelve O'Clock High (en), d'après un roman déjà adapté au cinéma en 1949 (avec Gregory Peck et Dean Jagger, respectivement remplacés par Robert Lansing et lui dans la série).

## Théâtre (à Broadway)
- 1944-1945 : Jacobowsky und der Oberst (Jacobowsky and the Colonel) de Franz Werfel, adaptation de S.N. Behrman, musique de scène de Paul Bowles, mise en scène d'Elia Kazan, avec Annabella, Louis Calhern, J. Edward Bromberg, E. G. Marshall
- 1946 : Truckline Cafe de Maxwell Anderson, coproduction d'Elia Kazan, avec Marlon Brando, Virginia Gilmore, Karl Malden, David Manners, Kenneth Tobey
- 1953 : The Trip to Bountiful (en) d'Horton Foote, mise en scène de Vincent J. Donehue, avec Lillian Gish, Jo Van Fleet, Eva Marie Saint
- 1955 : The Desperate Hours de Joseph Hayes, d'après son roman, mise en scène de Robert Montgomery, avec Nancy Coleman, James Gregory (remplacé par Frank Overton), Karl Malden, Paul Newman
- 1957 : The Dark at the Top of the Stairs de William Inge, coproduction et mise en scène d'Elia Kazan, avec Pat Hingle, Teresa Wright, Eileen Heckart
- 1961 : Big Fish, Little Fish d'Hugh Wheeler, mise en scène de John Gielgud, avec Hume Cronyn, Jason Robards (remplacé par Frank Overton), Martin Gabel, George Grizzard, George Voskovec, Elizabeth Wilson

## Filmographie

### Au cinéma (intégrale)
- 1947 : Boomerang ! d'Elia Kazan
- 1950 : Le Mystère de la plage perdue (Mystery Street) de John Sturges
- 1950 : La porte s'ouvre (No Way Out) de Joseph L. Mankiewicz
- 1957 : Jesse James, le brigand bien-aimé (The True Story of Jesse James) de Nicholas Ray
- 1958 : Désir sous les ormes (Desire under the Elms) de Delbert Mann
- 1958 : An American Girl (court métrage, réalisateur non spécifié)
- 1958 : Cœurs brisés (Lonelyhearts) de Vincent J. Donehue
- 1959 : La Rafale de la dernière chance (en) (The Last Mile) d'Howard W. Koch
- 1960 : Ombre sur notre amour (The Dark at the Top of the Stairs) de Delbert Mann
- 1960 : Le Fleuve sauvage (Wild River) d'Elia Kazan
- 1961 : Les Cavaliers de l'enfer (Posse from Hell) d'Herbert Coleman
- 1961 : Claudette Inglish de Gordon Douglas
- 1962 : Du silence et des ombres (To Kill a Mockingbird) de Robert Mulligan
- 1964 : Point limite (Fail-Safe) de Sidney Lumet

### À la télévision (sélection)
(séries, sauf mention contraire)
- 1953 : The Trip to Bountiful, téléfilm de Vincent J. Donehue
- 1959-1963 : La Quatrième Dimension (The Twilight Zone)
  - Saison 1, épisode 5 Souvenir d'enfance (Walking Distance, 1959) de Robert Stevens
  - Saison 4, épisode 5 La Muette (Mute, 1963) de Stuart Rosenberg
- 1960 : Aventures dans les îles (Adventures in Paradise)
  - Saison 1, épisode 17 Judith de Paul Stanley
- 1960 : Peter Gunn
  - Saison 2, épisode 35 Letter of the Law de Robert Gist
- 1960-1963 : Route 66 (titre original)
  - Saison 1, épisode 4 The Man on the Monkey Board (1960) et épisode 13 The Quick and the Dead (1961) d'Alvin Ganzer
  - Saison 3, épisode 13 Where is Chick Lorimer, Where has she gone ? (1962) de George Sherman et épisode 31 Soda Pop and Poper Flags (1963)
- 1961 : C'est arrivé à Sunrise (Bus Stop)
  - Saison unique, épisode 11 Call Back Yesterday de Lamont Johnson
- 1961-1963 : Perry Mason, première série
  - Saison 5, épisode 13 The Case of the Renegade Refugee (1961) de Bernard L. Kowalski
  - Saison 6, épisode 14 The Case of the Bluffing Blast (1963)
- 1961 : Les Accusés (The Defenders)
  - Saison 1, épisode 7 The Hundred Lives of Harry Sims (1961) de John Brahm et épisode 14 The Prowler (1961) de Paul Bogart
  - Saison 2, épisode 11 The Hidden Jungle (1962) de Denis Sanders
  - Saison 3, épisode 28 Yankee come Home (1964) de Denis Sanders
  - Saison 4, épisode 28 The Prosecutor (1965) de Paul Bogart
- 1962 : Échec et mat (Checkmate)
  - Saison 2, épisode 22 Brooding Fixation
- 1962-1963 : Laramie
  - Saison 3, épisode 19 The High Country (1962) de Joseph Kane
  - Saison 4, épisode 27 The Last Battleground (1963) de Lesley Selander
- 1962-1963  : La Grande Caravane (Wagon Train)
  - Saison 5, épisode 19 The Lonnie Fallon Story (1962)
  - Saison 7, épisode 13 The Story of Cain (1963)
- 1962-1967 : Le Virginien (The Virginian)
  - Saison 1, épisode 12 50 Days to Moose Jaw (1962)
  - Saison 2, épisode 22 Smile of a Dragon (1964) d'Andrew V. McLaglen
  - Saison 5, épisode 26 A Welcoming Town (1967) d'Abner Biberman
- 1962-1967 : Bonanza
  - Saison 3, épisode 19 The Storm (1962) de Lewis Allen
  - Saison 8, épisode 31 The Wormwood Cup (1967) de William F. Claxton
- 1963 : Suspicion (The Alfred Hitchcock Hour)
  - Saison 1, épisode 27 Death and the Joyful Woman de John Brahm
- 1963 : Le Fugitif (The Fugitive)
  - Saison 1, épisode 11 Nightmare at Northoak de Christian Nyby
- 1963 : Le Jeune Docteur Kildare (Dr. Kildare)
  - Saison 3, épisode 12 Charlie Wade makes Lots of Shade
- 1964-1967 : Twelve O'Clock High
  - Saisons 1 à 3, 61 épisodes : Major Harvey Stovall
- 1967 : Les Envahisseurs (The Invaders)
  - Saison 1, épisode 5 Genèse (Genesis) de Richard Benedict
- 1967 : Star Trek
  - Saison 1, épisode 25 Un coin de paradis (This Side of Paradise) de Ralph Senensky